# Metapelma rufimanum
Metapelma rufimanum är en stekelart som beskrevs av John Obadiah Westwood 1874. Metapelma rufimanum ingår i släktet Metapelma och familjen hoppglanssteklar. Inga underarter finns listade i Catalogue of Life.